# 秋田県道256号土川中仙線
秋田県道256号土川中仙線（あきたけんどう256ごう つちかわなかせんせん）は、秋田県大仙市を通る一般県道である。

## 概要
大仙市土川の秋田県道10号本荘西仙北角館線交点から南東方向へ分岐し、玉川を長野大橋で渡ったあとに国道105号交点に至る。

### 路線データ
- 総延長 : 5.183 km[2]
- 実延長 : 5.183 km[2]
- 起点 : 秋田県大仙市土川字杉沢59番（秋田県道10号本荘西仙北角館線交点）[3]北緯39度33分3.57秒 東経140度29分10.81秒
- 終点 : 秋田県大仙市長野字高畑88番3（長野高畑交差点、国道105号交点）[3]北緯39度32分20.22秒 東経140度31分57.09秒
- 未供用区間 : なし[2]

## 歴史
- 1959年（昭和34年）2月17日 - 秋田県道に認定される[3]。

## 路線状況

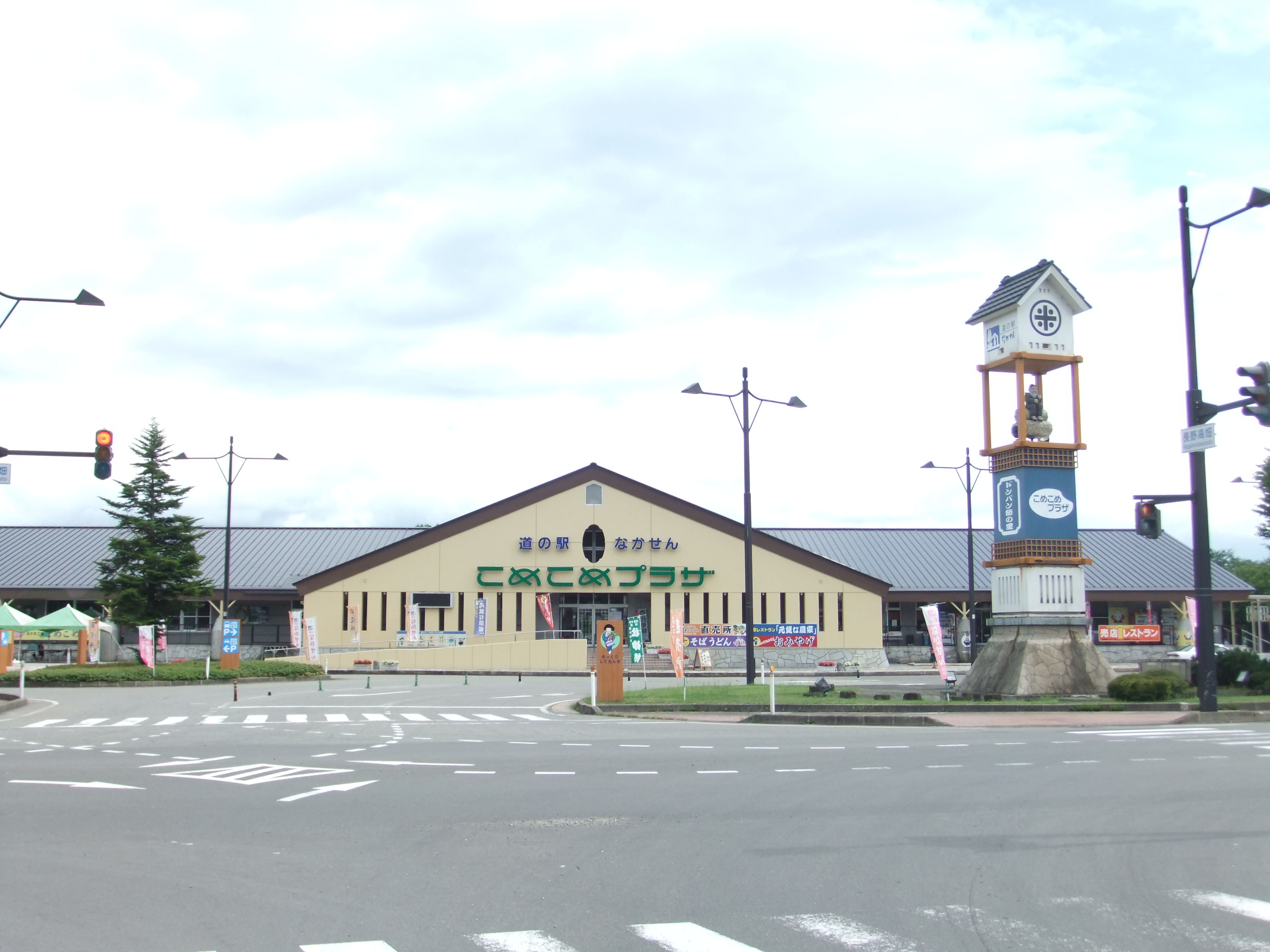
終点付近・道の駅なかせん

### 冬期閉鎖区間
- なし[4]

### 交通不能区間
- なし[5]

### 道路施設
- 道の駅なかせん（終点付近）

## 地理

### 交差する道路
| 施設名         | 接続路線名                   | 備考          | 所在地                                                     |
| -------------- | ---------------------------- | ------------- | ---------------------------------------------------------- |
|                | 秋田県道10号本荘西仙北角館線 | 起点          | 大仙市土川字杉沢                                           |
|                | 秋田県道253号角館長野線      | 県道253号終点 | 大仙市長野字二日町北緯39度32分23.02秒 東経140度31分51.16秒 |
| 長野高畑交差点 | 国道105号                    | 終点          | 大仙市長野字高畑                                           |